# Armando Martins (empresário)
Armando Martins (Penamacor, 22 de março de 1949) e um promotor imobiliário e colecionador de arte português.
É especialmente conhecido como fundador do MACAM - Museu de Arte Contemporânea Armando Martins.

## Biografia
Engenheiro mecânico de formação - licenciado pelo Instituto Superior Técnico, em 1974 - iniciou a sua vida professional na Cabos d'Ávila, nesse mesmo ano.
Pouco depois, perante a paralização da economia portuguesa no período subsequente ao 25 de abril de 1974, decidiu partir para o Brasil, onde colaborou numa prestigiada empresa de produção de equipamentos metálicos para as indústrias extrativa e cimenteira.
Permaneceria no Brasil durante cinco anos e meio, altura em que voltou a Portugal. Rendimentos de trabalho e dinheiro familiar tinham-lhe permitido, entretanto, realizar os primeiros investimentos em imóveis, acabando por se lançar como promotor imobiliário. Da sua atividade nasceria o Grupo Fibeira.
O Atrium Saldanha, centro comercial situado no centro de Lisboa, projetado pelos arquitetos João Paciência e Ricardo Bofill (recebendo o Prémio Valmor e o Prémio Municipal de Arquitetura de 2001), seria provavelmente a obra mais emblemática da sua atividade no setor imobiliário, levada a cabo pela Fibeira.

### Atividade como colecionador de arte
A atividade de Armando Martins como colecionador de arte iniciou-se quando tinha apenas 18 anos de idade, altura em que adquiriu umas serigrafias a um amigo. Ia fazer 25 anos, quando, na véspera do 25 de abril de 1974, comprou a sua primeira obra original, uma pintura de Rogério Ribeiro que se manteria na sua coleção particular.
Em 22 de março de 2024, a partir de uma seleção de obras da sua coleção, era inaugurado um novo museu de arte contemporânea, situado no Palácio dos Condes da Ribeira Grande, na Rua da Junqueira, em Alcântara - o MACAM – Museu de Arte Contemporânea Armando Martins.
Segundo a imprensa, o MACAM obrigou a um investimento mais de 55 milhões de euros de capital próprio na compra e reabilitação do antigo Palácio, que compreende também uma unidade hoteleira, de 5 estrelas, instalado no mesmo espaço.
O acervo em exposição compreende mais de 215 obras da coleção de cerca de 600 do empresário. Segundo declarações de Armando Martins, existe a pretensão de investir 500 mil euros por ano em novas aquisições.

## Referencias
1. ↑  «Armando Martins: Houve momentos em que devia em quase todas as galerias». www.jornaldenegocios.pt. Consultado em 23 de abril de 2025
2. 1 2  «Armando Martins: Houve momentos em que devia em quase todas as galerias». www.jornaldenegocios.pt. Consultado em 23 de abril de 2025
3. 1 2 3 4 5 6  Portugal, Rádio e Televisão de. «Armando Martins - Grande Entrevista - Informação - Entrevista e Debate - RTP». www.rtp.pt. Consultado em 23 de abril de 2025
4. 1 2 3  «Armando Martins: Houve momentos em que devia em quase todas as galerias». www.jornaldenegocios.pt. Consultado em 23 de abril de 2025
5. 1 2  «A nova vida deste palácio lisboeta divide-se entre um hotel de 5 estrelas e um museu de arte». NiT. Consultado em 23 de abril de 2025